# Ребенак
Ребена́к (фр. Rébénacq) — коммуна во Франции, находится в регионе Аквитания. Департамент — Атлантические Пиренеи. Входит в состав кантона Олорон-Сент-Мари-2. Округ коммуны — Олорон-Сент-Мари.
Код INSEE коммуны — 64463.

## География

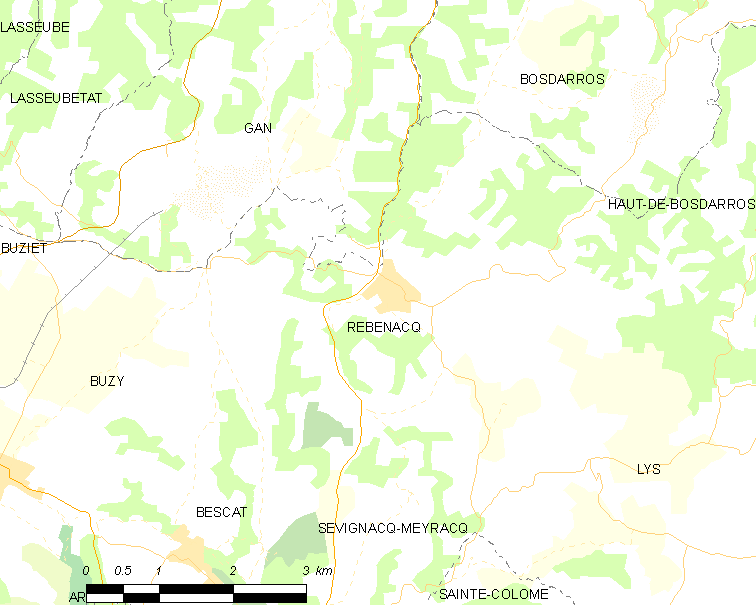
Карта коммуны

Коммуна расположена приблизительно в 670 км к югу от Парижа, в 190 км южнее Бордо, в 16 км к югу от По.
По территории коммуны протекает река Неес.

### Климат
Климат тёплый океанический. Зима мягкая, средняя температура января — от +5°С до +13°С, температуры ниже −10 °C бывают редко. Снег выпадает около 15 дней в году с ноября по апрель. Максимальная температура летом порядка 20-30 °C, выше 35 °C бывает очень редко. Количество осадков высокое, порядка 1100 мм в год. Характерна безветренная погода, сильные ветры очень редки.

## Население
Население коммуны на 2010 год составляло 681 человек.
| 1962 | 1968 | 1975 | 1982 | 1990 | 1999 | 2010 |
| ---- | ---- | ---- | ---- | ---- | ---- | ---- |
| 543  | 541  | 505  | 519  | 672  | 673  | 681  |

## Администрация
| Период | Период | Фамилия       | Партия                   | Примечания |
| ------ | ------ | ------------- | ------------------------ | ---------- |
| 1983   | 1995   | Жоэль Баррада |                          |            |
| 1995   | 2020   | Ален Санс     | Демократическое движение |            |

## Экономика
В 2010 году среди 451 человека трудоспособного возраста (15-64 лет) 350 были экономически активными, 101 — неактивными (показатель активности — 77,6 %, в 1999 году было 73,8 %). Из 350 активных жителей работали 317 человек (170 мужчин и 147 женщин), безработных было 33 (15 мужчин и 18 женщин). Среди 101 неактивных 23 человека были учащимися или студентами, 43 — пенсионерами, 35 были неактивными по другим причинам.

## Достопримечательности
- Замок Битобе (XVIII век). Исторический памятник с 1998 года[4]
- Церковь Св. Иоанна Крестителя (XVIII век)